# Twilight of the Gods (singolo)
Twilight of the Gods è un singolo della band tedesca Blind Guardian appartenente all'album Beyond the Red Mirror.
Il singolo contiene, oltre alla title track Twilight of the Gods, due canzoni registrate in occasione del Wacken Open Air 2011, Time Stands Still (At the Iron Hill) e The Bard's Song (In the Forest).
L'album è stato anche pubblicato in vinile di diversi colore dove non è presente la canzone The Bard's Song (In the Forest).

## Tracce
1. "Twilight of the Gods" - (4:50)
2. "Time Stands Still (At the Iron Hill)" -  (5:15)
3. "The Bard's Song (In the Forest)" - (3:40) solo nella versione CD

## Componenti
- Hansi Kürsch - voce
- André Olbrich - chitarra
- Marcus Siepen - chitarra
- Frederik Ehmke - batteria